# Who Are the DeBolts? And Where Did They Get Nineteen Kids?
Who Are the DeBolts? And Where Did They Get Nineteen Kids? Es un documental de 1977 sobre Dorothy y Bob DeBolt, una pareja americana que adoptó 14 niños (12 al comienzo del rodaje), algunos de los cuales son huérfanos de guerra gravemente discapacitados (además de criar a los cinco hijos biológicos de Dorothy y a la hija biológica de Bob). Los lanzamientos de VHS y DVD utilizan el título abreviado Who Are the DeBolts?
La película fue narrada porHenry Winkler, quien también se desempeñó como productor ejecutivo, y ganó un Premio de la Academia al Mejor Largometraje Documental en 1978, así como el Premio del Gremio de Directores de América y el Premio Humanitas para el productor y director John Korty en 1979. Una versión de 50 minutos de la película que se proyectó en la ABC en diciembre,de 1978, ganó un Premio Emmy de 1979 por Logro Individual Sobresaliente - Programa Informativo y una nominación al Emmy por Programa Informativo Sobresaliente para Winkler, Korty y los productores Warren Lockhart y Dan McCann. Una secuela, Steppin' Out: The DeBolts Grow Up, se hizo en 1980 con Kris Kristofferson como presentador y narrador.  La edición en DVD típicamente incluye la secuela de 46 minutos como un largometraje. La familia también fue el tema de un libro, 19 Steps Up the Mountain: La Historia de la Familia DeBolt, de Joseph P. Blank.

## Historia
La película comienza con el Sr. y la Sra. DeBolt viajando desde su casa en California a Nueva York, donde adoptarán a su decimonoveno hijo, un adolescente ciego y físicamente discapacitado llamado "J.R.". El proceso de adopción de J.R., su integración en la familia y su lucha por desarrollar suficiente fuerza física para subir las escaleras dentro del hogar familiar se utilizan como un dispositivo unificador para contar la historia de cómo los DeBolt se involucraron en la adopción de niños con "necesidades especiales" y mostrar cómo la familia se enfrenta a los retos de criar a su inusual familia.
Durante su primer matrimonio, Dorothy tuvo cinco hijos biológicos con Ted Atwood y adoptó dos hijos de Corea. Después de la muerte de su marido, adoptó dos niños de Vietnam (ella cuenta en la película que muchos se sorprenden al saber que no averiguó antes de la adopción si los niños eran de Vietnam del Norte o Vietnam del Sur). Tras el matrimonio de Atwood con Bob DeBolt, que tenía una hija biológica de un matrimonio anterior, la pareja adoptó otros 10 niños de Corea, Vietnam, Estados Unidos y México, el último de los cuales fue adoptado después de la realización de la película inicial y no está incluido en los "19 niños" del título.
La película presenta a los niños adoptados, muestra muchos detalles de cómo realizan las tareas diarias y los quehaceres domésticos, retrata eventos familiares especiales e incluye entrevistas con algunos de los niños mayores y con la hija biológica de Bob. El sitio web de los DeBolts señala que cinco miembros del equipo de producción vivieron con la familia durante 2½ años mientras filmaban la película.

## Preservación
El Archivo de la Academia de Cine preservó ¿Quiénes son los Debolts? en 2007.